# Alarilla (kommunhuvudort)
Alarilla är en kommunhuvudort i Spanien.   Den ligger i provinsen Provincia de Guadalajara och regionen Kastilien-La Mancha, i den centrala delen av landet, 70 km nordost om huvudstaden Madrid. Alarilla ligger 800 meter över havet och antalet invånare är 121.
Terrängen runt Alarilla är platt åt sydost, men åt nordväst är den kuperad. Runt Alarilla är det ganska tätbefolkat, med 52 invånare per kvadratkilometer. Närmaste större samhälle är Humanes, 4,8 km sydväst om Alarilla. Trakten runt Alarilla består till största delen av jordbruksmark.